# Benjamin Fouhy
Benjamin Fouhy –conocido como Ben Fouhy– (Pukekohe, 4 de marzo de 1979) es un deportista neozelandés que compitió en piragüismo en las modalidades de aguas tranquilas y maratón.
Participó en los Juegos Olímpicos de Atenas 2004, obteniendo una medalla de plata en la prueba de K1 1000 m. Ganó dos medallas en el Campeonato Mundial de Piragüismo, oro en 2003 y bronce en 2006.
En la modalidad de maratón, obtuvo una medalla de plata en el Campeonato Mundial de 2005.

## Palmarés internacional

### Piragüismo en aguas tranquilas
| Juegos Olímpicos   | Juegos Olímpicos             | Juegos Olímpicos  | Juegos Olímpicos |
| Año                | Lugar                        | Medalla           | Competición      |
| ------------------ | ---------------------------- | ----------------- | ---------------- |
| 2004               | Atenas (Grecia)              | Medalla de plata  | K1 1000 m        |
| Campeonato Mundial |                              |                   |                  |
| Año                | Lugar                        | Medalla           | Competición      |
| 2003               | Gainesville (Estados Unidos) | Medalla de oro    | K1 1000 m        |
| 2006               | Szeged (Hungría)             | Medalla de bronce | K1 1000 m        |

### Piragüismo en maratón
| Campeonato Mundial | Campeonato Mundial | Campeonato Mundial | Campeonato Mundial |
| Año                | Lugar              | Medalla            | Competición        |
| ------------------ | ------------------ | ------------------ | ------------------ |
| 2005               | Perth (Australia)  | Medalla de plata   | K1                 |